# R. Brent Tully
Pour les articles homonymes, voir Tully.
Richard Brent Tully, dit R. Brent Tully, né le 10 mars 1943 à Toronto, au Canada, est un astrophysicien américain de l'Institute for Astronomy d'Honolulu à Hawaï. Il est spécialisé dans l'étude des galaxies et particulièrement dans la détermination des distances.

## Biographie
Il a conjointement, avec J. Richard Fisher, mis au point une méthode empirique dite « loi de Tully-Fisher » qui permet de déterminer la distance d'une galaxie spirale. Il a également réalisé un catalogue de 2367 galaxies accompagné d'un atlas.

## Distinctions
Le 10 juin 2014, la Peter and Patricia Gruber Foundation (en) et l'Union astronomique internationale annoncent que R. Brent Tully est un des quatre colauréats du prix Gruber de cosmologie 2014. Le prix lui est remis le 1er octobre suivant, lors d'une cérémonie à l'Université Yale (New Haven, Connecticut).

## L'indice de Tully
Du fait de la grande carrière internationale de R. Brent Tully, la communauté des astrophysiciens a, au fil des nombreuses conférences auxquelles il a participé, défini l'indice de Tully. L'indice de Tully d'une personne est défini comme la division du nombre de pays visités par son âge. Il est dit que Brent Tully a un indice supérieur à l'unité, ce qui en fait sa légende.[réf. nécessaire]